# Avenue Albert-Bartholomé
L'avenue Albert-Bartholomé est une voie du quartier Saint-Lambert du 15e arrondissement de Paris. 

## Origine du nom

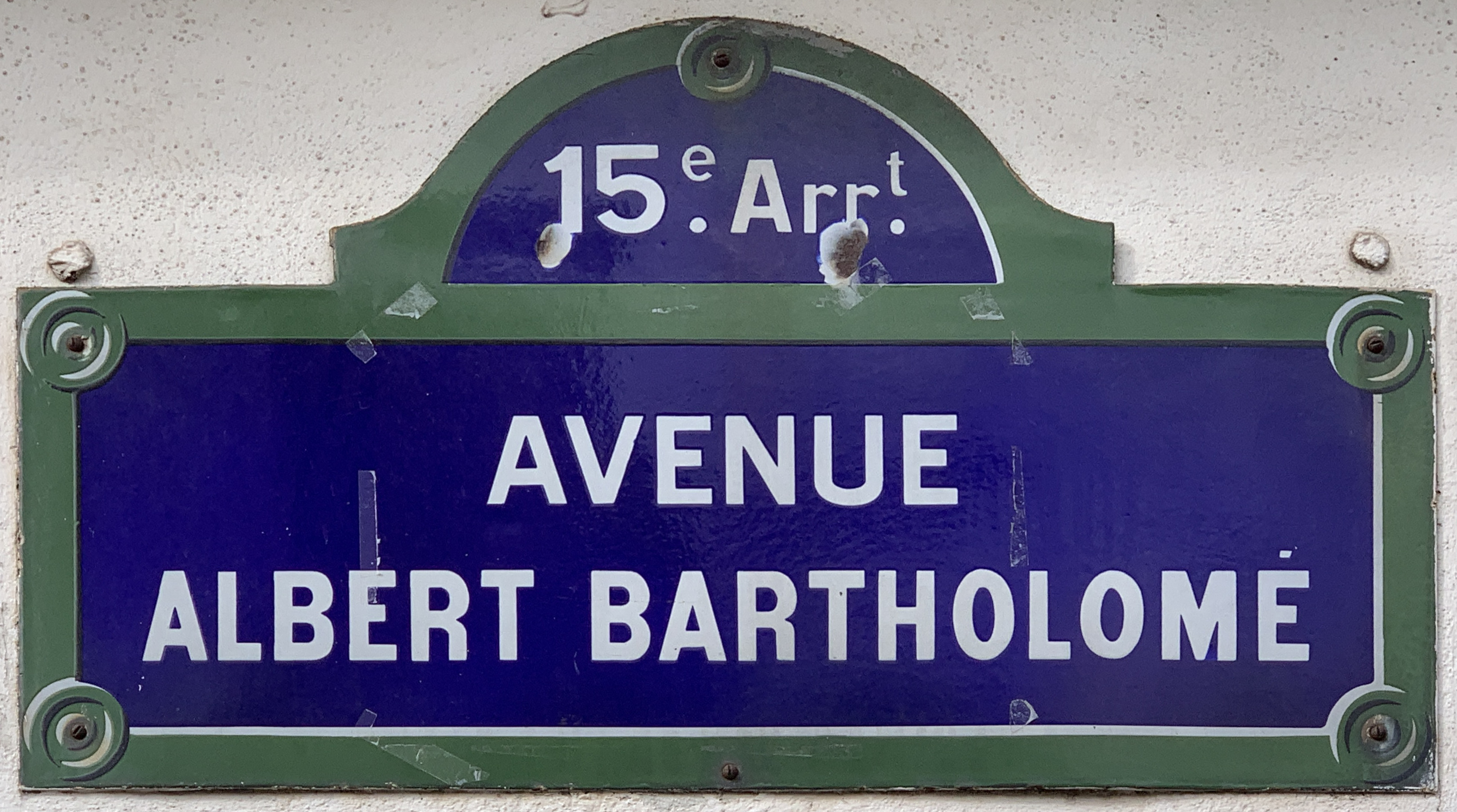
Plaque de l'avenue.

L'avenue est nommée en l'honneur de Paul-Albert Bartholomé (1848-1928), artiste peintre et sculpteur français.

## Historique
L'avenue est ouverte en 1931. Son emplacement est à la limite sud des bastions nos 73 et 74, disparus comme la plupart des autres éléments de l'enceinte de Thiers. 

## Activités
L'avenue est surtout bordée d'immeubles essentiellement résidentiels — sans commerces au rez-de-chaussée — et d'espaces verts. Cependant elle longe, côté impair et vers son milieu, le bâtiment du Laboratoire national de métrologie et d'essais, dont l'accès principal et l'adresse est au 1, rue Gaston-Boissier.

## Espaces verts
Longés par le trottoir nord (côté impair) : 
- le square du Cardinal-Verdier, enserrant l'église Saint-Antoine-de-Padoue, entre la rue Thureau-Dangin et la rue Gaston-Boissier ;
- le square du Docteur-Calmette, entre la rue André-Theuriet et la rue Jean-Sicard.

Longé par le trottoir sud (pair), dans la partie la plus occidentale de l'avenue :
- le square de la Porte-de-la-Plaine, entre l'avenue de la Porte-de-la-Plaine et la rue du Général-Guillaumat.

Au sud-est de l'avenue, par le square Brancion qui est une voie en impasse donnant sur elle, on accède au jardin d'immeubles Albert-Bartholomé.